# Burg Ardey
Die Ruine der Burg Ardey liegt im Stadtteil Ardey von Fröndenberg im Kreis Unna in Nordrhein-Westfalen. Es sind nur noch wenige Mauerreste und Gräben erhalten.

## Lage
Die Ruine der Höhenburg liegt an einem bewaldeten Berghang bei Ostardey südlich der Ardeyer Straße und östlich der Mündung des Ostholzbaches in die Ruhr. Südlich unterhalb der Burg verläuft die Bahnstrecke Fröndenberg–Unna.

## Geschichte
Die Burg Ardey bildete ursprünglich den Mittelpunkt einer Herrschaft und gilt als Stammsitz der gleichnamigen edelfreien Familie. Sehr wahrscheinlich befand sich die Herrschaft ursprünglich im Besitz der Edelherren von Rüdenberg, deren Stammsitz bei Arnsberg lag. Mit Rabodo von Rüdenberg starb 1170 das Geschlecht der Rüdenberger im Mannesstamm aus. Erben waren seine Schwestern Wiltrud und Luitgard von Rüdenberg mit ihren Ehemännern, den Brüdern Everhard und Jonathan von Wiclon/Wicheln. Sie errichteten die Höhenburg, nach der sie sich ab 1176 Herren von Ardey nannten. Ihre umfangreichen Besitztümer fielen 1296 an die mit ihnen verwandten Grafen von der Mark. Die von Jonathan gestiftete Linie erlosch 1318. Teile der Liegenschaften der Herren von Ardey fielen danach an das unweit der Burg gelegene Kloster Fröndenberg.

## Beschreibung
Die Burg liegt auf einem Bergsporn mit steilen Abhängen nach Süden und Nordwesten und ist in ihrem Südteil durch die unterhalb am Hang angelegte Bahnlinie Unna–Fröndenberg zerstört worden. Nach Osten wird sie durch einen Abschnittswall und einen vorgelagerten Graben von 17 m Breite geschützt. Von einer Befestigung der Spornränder sind nur noch geringe Spuren erkennbar. Im Süden befinden sich Reste eines Gebäudes mit den Maßen 14 × 10 m bei einer Mauerbreite von 1,3 m. Östlich existierte bis ins 19. Jahrhundert noch eine Vorburg, die ursprünglich von einem weiteren Graben vom Hinterland abgetrennt war. Auf der Vorburg befand sich im Mittelalter eine Gerichtsbank.

## Sage
Aus dem Geschlecht der Herren von Ardey stammt vermutlich der sagenumwobene Ritter Embert, möglicherweise Graf Engelbert III. Nach der Legende musste er aus der belagerten Festung fliehen. Er warf in der Eile seine Kostbarkeiten in den Brunnen, der bis auf den Ruhrspiegel hinabreichte. Die Trümmer der von den Feinden eroberten Burg begruben Brunnen und Schatz. Der Sage nach brennt nachts ein Licht über dem Schatz, am Tage behütet an der Stelle eine Henne mit ihren Küken den Ort.